# ثابت بن قیس
ثابت بن قیس بن شماس حارثی خزرجی یکی از صحابه پیامبر اسلام بود که به‌عنوان خطیب و کاتب ایشان خدمت می‌کرد و از رهبران انصار به‌شمار می‌رفت؛ انصار همان بومیان مدینه بودند که به پیامبر پناه دادند و از نخستین مسلمانان بودند.
پس از پیروزی مسلمانان در نبرد ذوقیس در آغاز جنگ‌های ردّه در سال ۶۳۲ میلادی، خلیفه ابوبکر، ثابت را به فرماندهی نیروهای انصاری منصوب کرد. او تحت فرماندهی کلی خالد بن ولید قرار گرفت. ثابت در نبردهای بعدی بُزاخه (۶۳۲) علیه قبایل عشایری اسد و غطفان به رهبری طلیحه، و نبرد عقرباء (۶۳۳) علیه قبیله ساکن حنیفه به رهبری مسیلمه شرکت کرد. در نبرد عقرباء، او به خالد پیشنهاد داد که نیروهای عشایری را از ترکیب ارتش کنار بگذارد، چرا که آن‌ها را عامل شکست‌های مکرر در برابر جنگجویان حنیفه می‌دانست. خالد این پیشنهاد را پذیرفت و پس از آن، مسلمانان موفق شدند مسیلمه را شکست دهند و به قتل برسانند. ثابت نیز در جریان نبرد یمامه کشته شد.
در روایت دیگری که میان مسلمانان چینی رایج است، گفته می‌شود که ثابت بن قیس در معرفی اسلام به چین در دورۀ دودمان تانگ نقش داشته، از مسیر زمینی به چین رسیده و در استان سین‌کیانگ (شین‌جیانگ) در غرب چین درگذشته است.